# Sitrama de Tera
Sitrama de Tera är en ort i Spanien.   Den ligger i provinsen Provincia de Zamora och regionen Kastilien och Leon, i den nordvästra delen av landet, 250 km nordväst om huvudstaden Madrid. Sitrama de Tera ligger 720 meter över havet och antalet invånare är 245.
Terrängen runt Sitrama de Tera är platt. Runt Sitrama de Tera är det glesbefolkat, med 11 invånare per kvadratkilometer. Närmaste större samhälle är Benavente, 18,5 km öster om Sitrama de Tera. Trakten runt Sitrama de Tera består till största delen av jordbruksmark.